# Dweezil Zappa
Dweezil Zappa (rodným jménem Ian Donald Calvin Euclid Zappa; 5. září 1969) je americký rockový kytarista.

## Mládí
Zappa se narodil v Los Angeles, Kalifornie, jako syn obchodnice Adelaide Gail Sloatmanové a hudebníka Franka Zappy. Je druhým ze čtyř sourozenců: jeho starší sestrou je Moon Unit, mladší sestrou Diva a mladším bratrem Ahmet. Je bratrancem herečky Laly Sloatmanové. Zappův otec byl sicilského, řeckého, arabského a francouzského původu a předkové jeho matky byli dánského, francouzského, irského a portugalského původu.
Dweezil byl po narození zapsán jako Ian Donald Calvin Euclid Zappa. Nemocnice, ve které se narodil, jej odmítla zapsat pod jménem Dweezil, a tak Frank nechal zapsat jména několika svých hudedbních přátel. V pěti letech se Dweezil dověděl, že jeho pravé jméno je jiné a trval na tom, že jeho přezdívka se stane legálním jménem. Gail a Frank najali právníka a jméno Dweezil se stalo oficiálním.

## Hudební nástroje

### Kytary
- Gibson SG - zakázková replika otcovy SG.
- Hagström Viking - s přepínačem k ovládání tónových efektů[5]
- Eric Johnson Fender Stratocaster - zakázková práce[6]
- Fender Stratocaster - původně používaná a spálená Jimi Hendrixem, darovaná Dweezilově otci
- Babysnake SG -
- Gibson Les Paul - model z konce 70. a začátku 80. let
- Gibson ES-5 Switchmaster - původně používaná během otcovy kariéry, podstatně přestavěná a doplněná různýmí efekty
- Moser S.G (záloha za Gibson SG)

### Efekty
- DBX 162 Stereo Compressor[7]
- Freekish Blues - Betty Boost (Clean Boost/Overdrive)
- Eventide 949 Harmonizer
- Eventide Delay
- Mickmix Dynaflanger x2
- Aphex Expressor Compressor
- Axess Electronics MIDI Foot controller
- Mutron Bi-Phase
- Systech Harmonic Energizer
- Chandler Delay
- Afro Fuzz
- Real Octavia'
- Janglebox Compressor
- Digitech GSP 1101
- Native Instruments Guitar Rig[8]
- Sound Sculpture Switchblade system[9]
- Fractal Audio Systems Axe-Fx[10]

### Zesilovače
- Acoustic 270 amplifer
- Peavey Wiggy[11]
- Cornford MK 5011[9]
- Cornford MK 50H
- Cornford RK 100
- Cornford 4x12 Cabinet
- Blankenship Leeds 18w
- Fender Super-Sonic head
- Fender Cyber-Twin SE
- Fender '65 Twin Reverb
- Fender G-DEC
- Fractal Audio Systems Axe-Fx
- Red Wirez Guitar Cabinet IR files

## Diskografie

### Solo
- 1982 - My Mother is a Space Cadet
- 1986 - Havin' a Bad Day
- 1988 - My Guitar Wants to Kill Your Mama
- 1991 - Confessions
- 2000 - Automatic
- 2006 - Go with What You Know

### Ahmet Zappa
- 1994 - Shampoohorn
- 1996 - Music For Pets

### Zappa Plays Zappa
- 2008 - Zappa Plays Zappa